# Awa Bamogo
Awa Bamogo (Ouahigouya, 15 juni 1999) is een Burkinees wielrenster.

## Carrière
In zowel 2019 als 2021 werd Bamogo nationaal kampioene op de weg. Op de baan werd ze in 2020 derde in de individuele achtervolging op de continentale kampioenschappen, achter Ebtissam Mohamed en Danielle van Niekerk. In 2022 werd ze ook derde in de wegwedstrijd op het continentale kampioenschap, nu achter diezelfde Mohamed en Kimberley Le Court. In 2023 ging Bamogo door met het behalen van medailles. Hoewel ze in de ploegen- en individuele tijdrit op het continentale kampioenschap in Accra nog net naast het podium eindigde, behaalde ze met haar teamgenoten de bronzen medaille in de gemengde ploegenestafette en werd ze tweede in de wegwedstrijd. In juni van dat jaar bleef enkel Lamoussa Zoungrana haar voor in het nationale kampioenschap op de weg. Aan het einde van het jaar werd Bamogo geselecteerd voor deelname aan het wereldkampioenschap. In de tijdrit eindigde ze op plek 76. Drie dagen later reed ze de wegwedstrijd niet uit.
Op de Afrikaanse Spelen die in 2024 werden gehouden behaalde Bamogo geen medailles. Wel werd ze geselecteerd voor deelname aan de wegwedstrijd op de Olympische Spelen, die ze niet uitreed.

## Overwinningen
2019
 Burkinees kampioene op de weg, Elite
2021
 Burkinees kampioene op de weg, Elite

## Resultaten in voornaamste wedstrijden
| Jaar |  | WK op de weg |
| ---- |  | ------------ |
| 2023 |  | opgave       |

## Ploegen
- 2024 –  Torelli (vanaf 22 juni)